# Bundesautobahn 92
De Bundesautobahn 92 (kortweg A92) is een Duitse autosnelweg in de deelstaat Beieren. De A92 loopt van München via Landshut naar Deggendorf. Tussen het Kreuz Neufahrn en de aansluiting München Flughafen Franz Josef Strauß is de A92 als weg met 2×3 rijstroken uitgevoerd, op het overige gedeelte als weg, met 2×2 rijstroken en vluchtstroken.
De A92 volgt voor een groot gedeelte de rivier de Isar waardoor vele steden aan de Isar ook meteen aan de A92 liggen. De A92 vormt de verbinding tussen München en Centraal-Europese landen zoals Tsjechië, Slowakije en Hongarije. Na opening van de A94 (München–Passau zal het verkeer richting Slowakije en Hongarije die route verkiezen.
Het ongeveer 60 kilometer lange gedeelte tussen Landshut en Plattling kent als een van de weinige autosnelwegen in Duitsland een vrij lage verkeersintensiteit. Dit is ook meteen de reden dat de BMW-fabriek in Dingolfing dit gedeelte gebruikt als testtraject. Dat is ook te merken aan het betere wegdek in de buurt van Dingolfing.

## Geschiedenis
Het eerste concept voor de bouw van een autosnelweg langs de Isar stammen uit de jaren 60 van de twintigste eeuw. In eerste instantie werd er begonnen met het verbouwen van de B11, onder andere bij de rondweg van Wallersdorf. In 1969 werd het traject München-Deggendorf als A120 in het Ausbauplan für Bundesfernstraßen (bouwplan voor lange afstandswegen) opgenomen. Tot 1970 was er rond Wallersdorf slechts een stukje van 5 kilometer als autosnelweg gereed. Deze werd ook wel 5-Minuten-Autobahn genoemd.
Het laatste grote gedeelte van 21 kilometer tussen Dingolfing en Wallersdorf werd in 1988 geopend.
Oorspronkelijk was gepland de A92 bij München stadinwaarts te verlengen en deze dan op de binnenste ring (A999) aan te sluiten. Deze plannen werden echter weer ingetrokken en nooit uitgevoerd. Ook was een verlenging gepland van Deggendorf over de E53 naar de Duits-Tsjechische grens bij Bayerisch Eisenstein. Omdat dit tracé dwars door het Beierse Woud liep was eveneens een alternatieve route naar Furth im Wald gepland.

## Verzorgingsplaatsen
De A92 heeft geen Raststätten in eigenlijke zin (dus met een eigen toe- en afrit). Daarom zijn sommige tankstations bij de aansluitingen tot verzorgingsplaats omgebouwd.
- Autohof Wörth an der Isar